# Suzuki GSX-8R
Die Suzuki GSX-8R ist ein seit 2024 produziertes Supersport-Motorrad des japanischen Motorradherstellers Suzuki. Sie erweitert die Modellpalette auf der 800er-Plattform um eine vollverkleidete Variante mit sportlicher Ausrichtung.

## Technik
Die GSX-8R wird von einem 776 cm³ großen Parallel-Twin-Motor mit 270°-Hubzapfenversatz angetrieben. Dieser leistet 61 kW (83 PS) bei 8.500/min und bietet ein maximales Drehmoment von 78 Nm bei 6800/min. Der Motor zeichnet sich durch eine gleichmäßige Leistungsentfaltung und einen charakteristischen Sound aus, der an V-Twin-Motoren erinnert. Ein Quickshifter für kupplungsloses Hoch- und Herunterschalten ist serienmäßig vorhanden.
Das Fahrwerk besteht aus einem Stahlrohrrahmen mit einer 41 mm Upside-Down-Gabel von Showa und einem Zentralfederbein. Die Bremsanlage umfasst eine Doppelscheibe vorn und eine Einzelscheibe hinten. Die Sitzhöhe beträgt 810 mm, das fahrbereite Gewicht liegt bei etwa 205 kg.

## Ausstattung
Zur Serienausstattung gehören ein 5-Zoll-TFT-Farbdisplay, verschiedene Fahrmodi, eine Traktionskontrolle sowie ein Ride-by-Wire-System. Die GSX-8R ist zudem auf 35 kW (A2-Führerschein) umrüstbar.

## Modellgeschichte
Die GSX-8R wurde im November 2023 auf der EICMA in Mailand vorgestellt und ist seit Anfang 2024 erhältlich. Sie positioniert sich als sportliche Alternative zur GSX-8S und richtet sich an Fahrer, die ein vollverkleidetes Motorrad mit alltagstauglicher Ergonomie suchen.

## Rezeption
Fachmedien loben die GSX-8R für ihre ausgewogene Balance zwischen Sportlichkeit und Alltagstauglichkeit. Besonders hervorgehoben werden der drehmomentstarke Motor, die komfortable Sitzposition und das gelungene Fahrverhalten.